# Hattstedt
Hattstedt település Németországban, Schleswig-Holstein tartományban. Lakosainak száma 2654 fő (2023. december 31.). Hattstedt Husum, Wobbenbüll és Horstedt községekkel határos.

## Népesség
A település népességének változása:
| Lakosok száma | 1556 | 2568 | 2571 | 2609 | 2677 | 2654 |
|               | 1975 | 2017 | 2019 | 2021 | 2022 | 2023 |